# 媽閣山

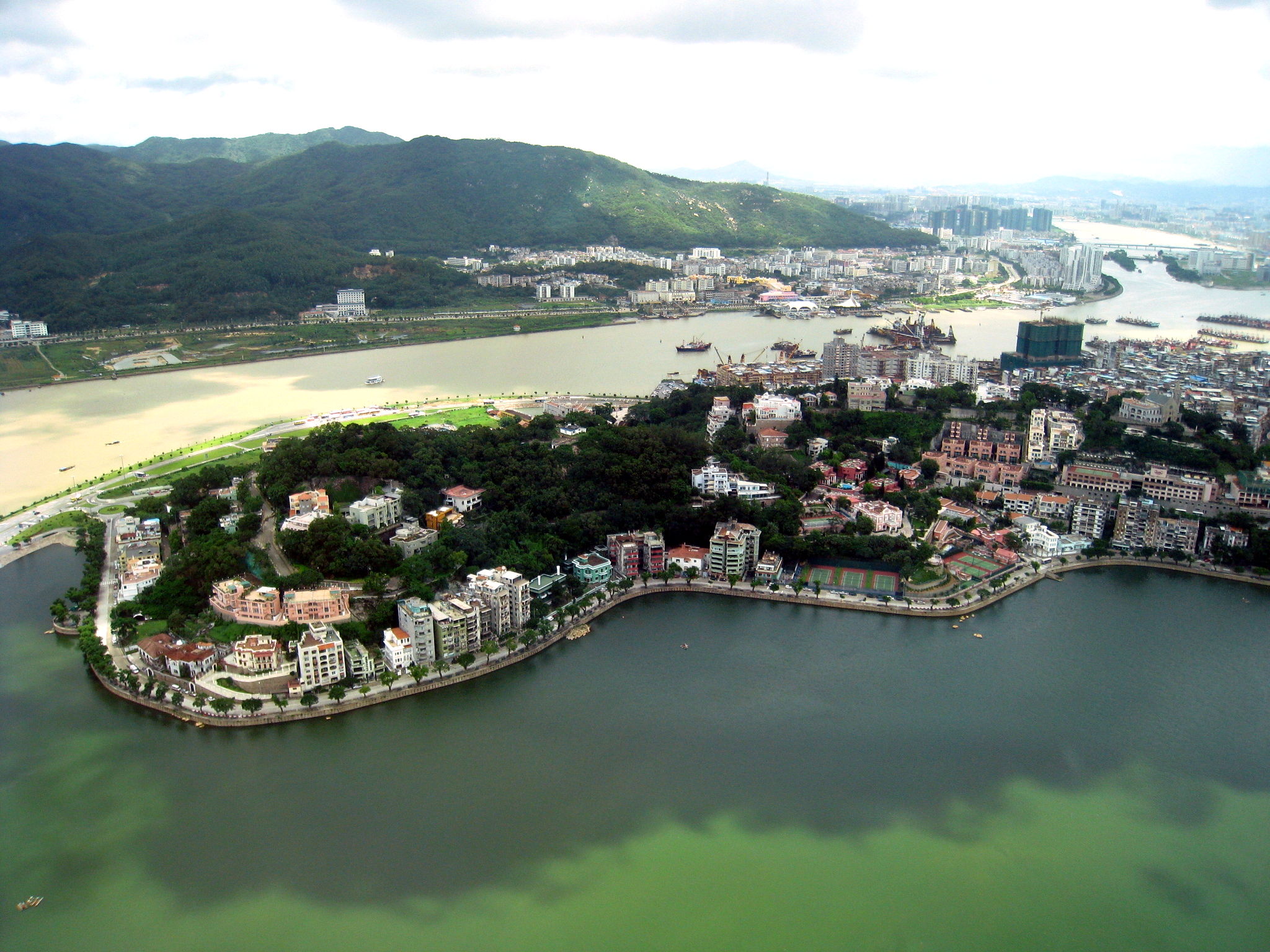
左方為媽閣山，右方為西望洋山

媽閣山（葡萄牙語：Colina da Barra），是澳門半島第二高山崗，高海拔71.6公尺。媽閣山位處內港入口，前臨西灣，與東北面的西望洋山連在一起，環山道路名稱為「西望洋馬路」，亦有不少別墅建於山上，故不少人分不出西望洋山與媽閣山。山上有不少名巖，山下有澳門古村落之一媽閣村。
相傳一福建姑娘曾自福建欲乘船出海，途中經歷颱風巨浪，但最後平安抵澳，走到媽閣山上神秘消失，只剩下一尊媽姐像，後人在該位置上興建澳門三大古廟之一的媽閣廟。

## 歷史文物
- 媽閣廟
- 媽閣廟前地
- 媽閣炮台
- 阿婆井前地
- 港務局大樓